# ألكسندر مين

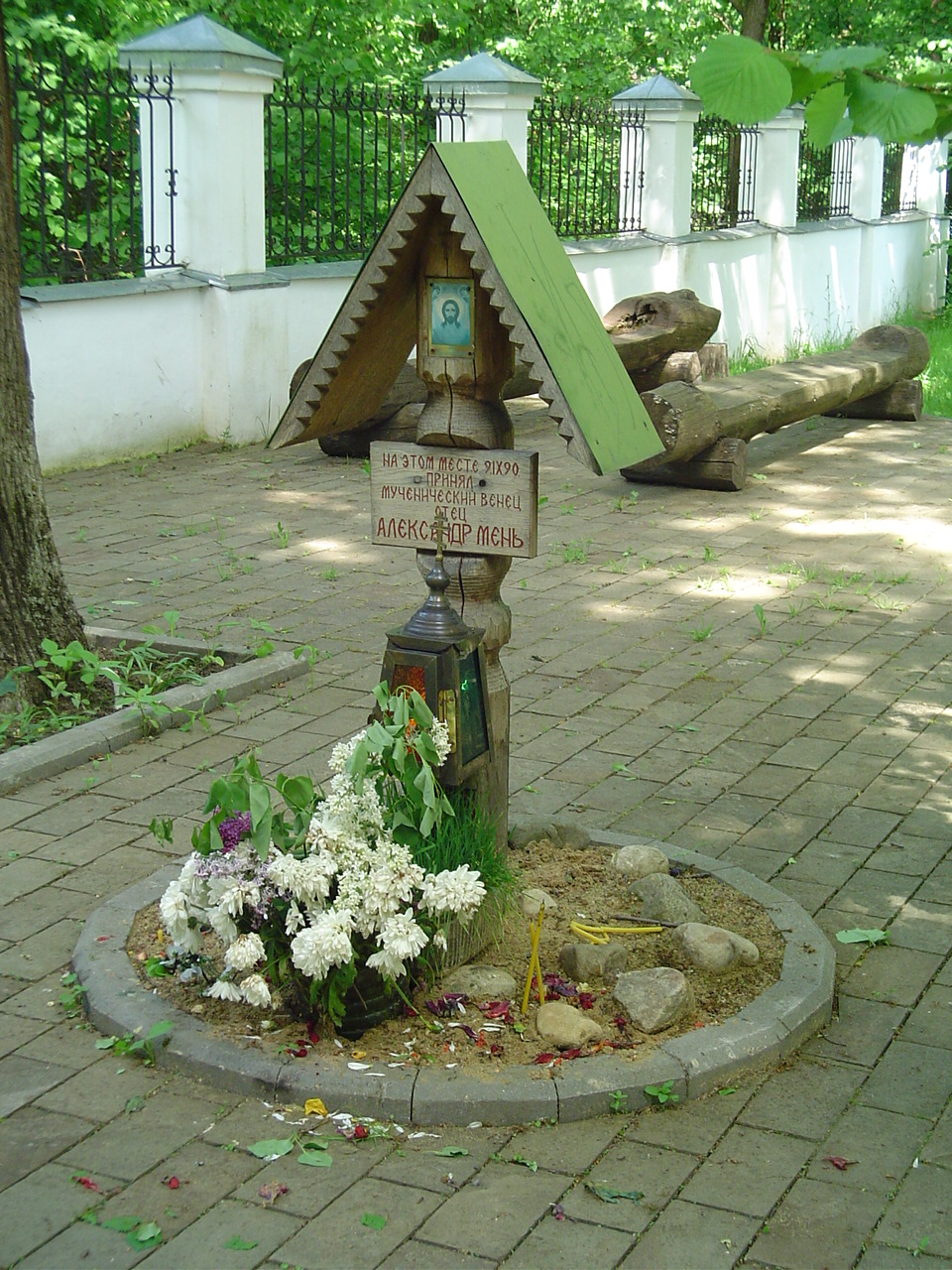
نصب أقيم لذكرى ألكسندر مين في قرية سيمخوز في روسيا

ألكسندر فلاديميروفيش مين (بالروسية: Алекса́ндр Влади́мирович Мень) هو قسيس وكاتب روسي أرثوذكسي ولد بتاريخ 20 يناير/كانون الثاني 1935 واغتيل بتاريخ 9 سبتمبر/أيلول 1990. تربى خلال الحقبة السوفيتية في موسكو في عائلة ذات أصول يهودية، تعمد وهو طفل رضيع في نفس اليوم مع والدته في كنيسة مدافن. درس الكتاب المقدس وهو صغير وفي عمر التاسع عشر ألف نسخة أولى لكتابه حول حياة يسوع "ابن الإنسان". رسم كاهناً عام 1960، ومن عام 1970 حتى وفاته خدم في رعية تبعد 30 كم عن موسكو.
قضى معظم حياته في التبشير بالديانة المسيحية وسط تهديدات متعاظمة من قبل جهاز الاستخبارات السوفييتي كي جي بي. ألف كتب عديدة على مستوى عال من الروحانية ، بينها مؤلف من سبعة أجزاء حول ديانات العالم، وتنوعت مستويات كتاباته من الأكاديمية إلى البساطة الشعبية. أوجد أول مدرسة أحد (مدرسة تعليم ديني) بعد فترة القمع في الاتحاد السوفييتي، وأسس جامعة وفتح باب العمل الطوعي في مشافي الأطفال، وعمد الآلاف على المعتقد المسيحي.
نظم ابتداءً من نهاية عام 1988 مواعظ ومحاضرات دينية في صالات كبيرة وفي المعامل وفي النوادي ووسائل الإعلام من راديو وتلفزيون. وفي فصح عام 1990 أصبح أحد خطباء أكبر تجمع ديني في الستاد الأولمبي في موسكو.
في صباح يوم 9 سبتمبر/أيلول 1990 وبينما كان ألكسندر متوجهاً من بيته في قرية سيمخوز الروسية إلى محطة القطار قتل بضربة فأس من الخلف، وكانت وجهته في ذلك اليوم نوفايا ديريفنيا للاحتفال بالقداس. لمحت تحقيقات الشرطة إلى أن القاتل هو متطرف يهودي، ينما تحدثت اشاعات عن متطرف مسيحي وأخرى عن عملية انتقام من متعصب شيوعي، ولم يعلن بشكل رسمي عن المجرم الحقيقي. وبشكل عام يعزى لألكسندر مين القيام بدور رائد بإرجاع المسيحية إلى واجهة الحياة اليومية في روسيا بعد 70 سنة من الممارسات اللادينية للدولة.

## وصلات خارجية
- ألكسندر مين على موقع IMDb (الإنجليزية)
- ألكسندر مين على موقع كينوبويسك (الروسية)

- alexandermen.com
- Fr. Alexander Men: Russian Orthodox priest of fearless faith - BBC